# Peter Kersten
Peter Kersten (n. 1 februarie 1958, Magdeburg, RDG) este un canotor ce a reprezentat Republica Democrată Germană, medaliat olimpic. A participat la o ediție a Jocurilor Olimpice (1980) în care a câștigat o medalie de bronz.

## Participări
Lista de mai jos prezintă principalele competiții la care a participat Peter Kersten de-a lungul carierei.
- rowing at the 1980 Summer Olympics – men's single sculls[*][3]